# Parelaphidion
Parelaphidion är ett släkte av skalbaggar. Parelaphidion ingår i familjen långhorningar.
Kladogram enligt Catalogue of Life:
| Parelaphidion | \| \| Parelaphidion aspersum \| \| \| \| \| \| Parelaphidion incertum \| \| \| \| |
|               | \| \| Parelaphidion aspersum \| \| \| \| \| \| Parelaphidion incertum \| \| \| \| |
|               | Parelaphidion aspersum                                                            |
|               |                                                                                   |
|               | Parelaphidion incertum                                                            |
|               |                                                                                   |

## Bildgalleri

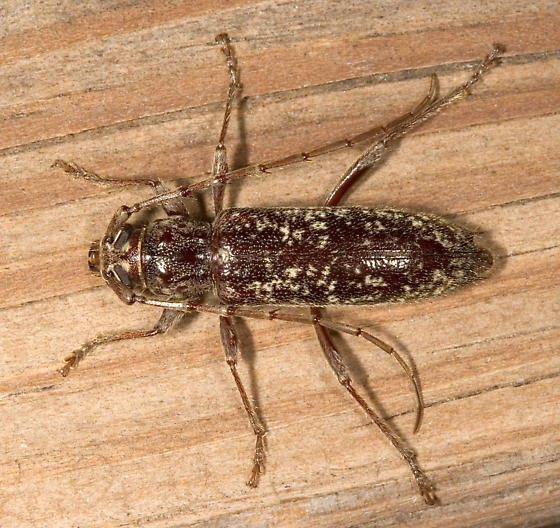